# Zamek Królewski w Poznaniu

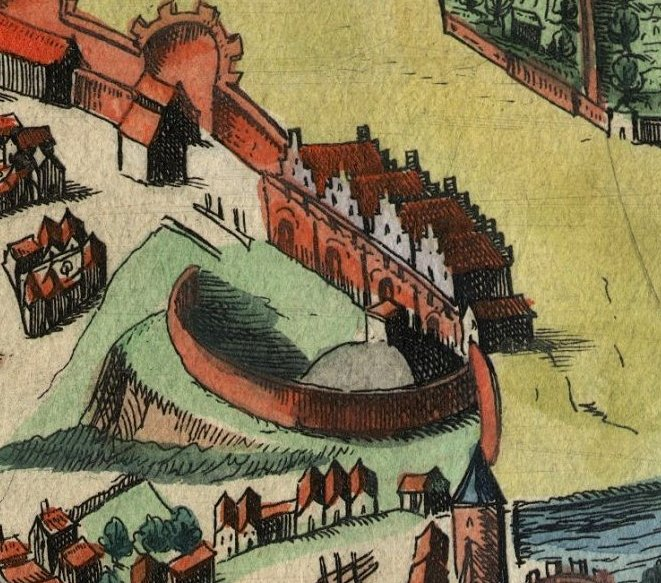
Zamek około 1617 roku, fragment ilustracji Poznania z Civitates Orbis Terrarum. Theatri praecipuarum totius mundi urbium liber sextus autorstwa Fransa Hogenberga i Georga Brauna wydanego w Kolonii w 1617

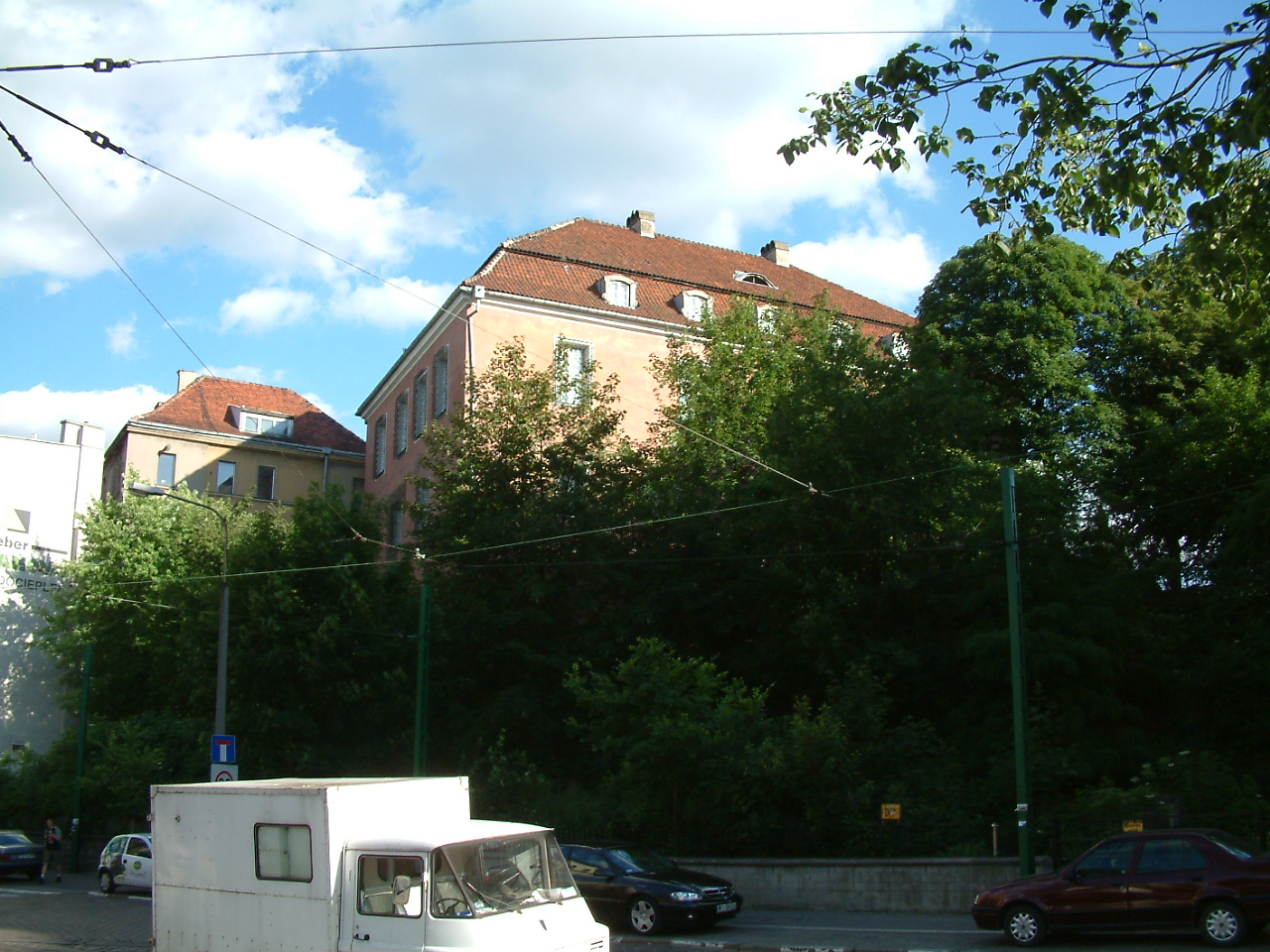
„Budynek Raczyńskiego” – widok z placu Wielkopolskiego

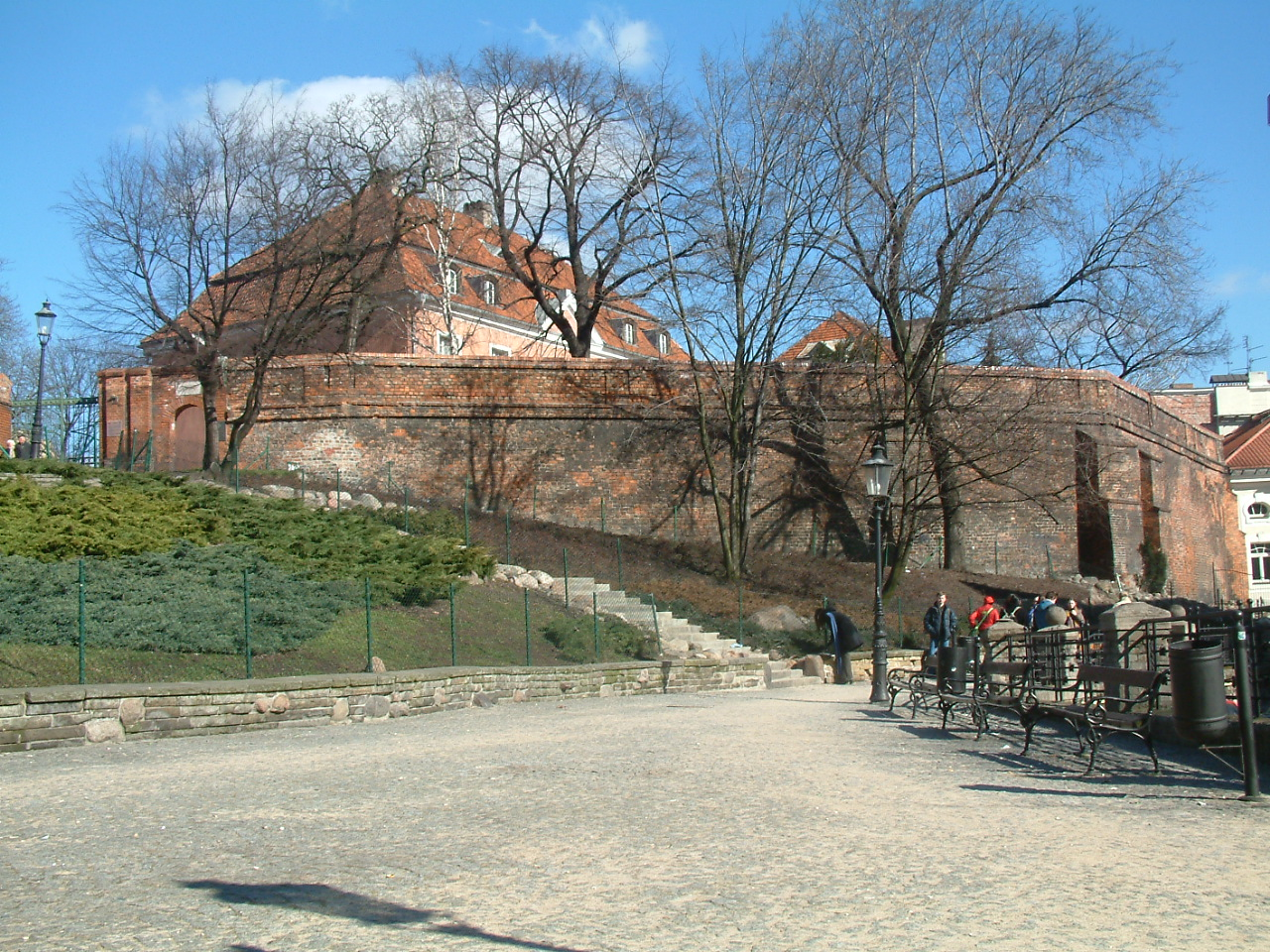
Widok od strony ul. Ludgardy (marzec 2005)

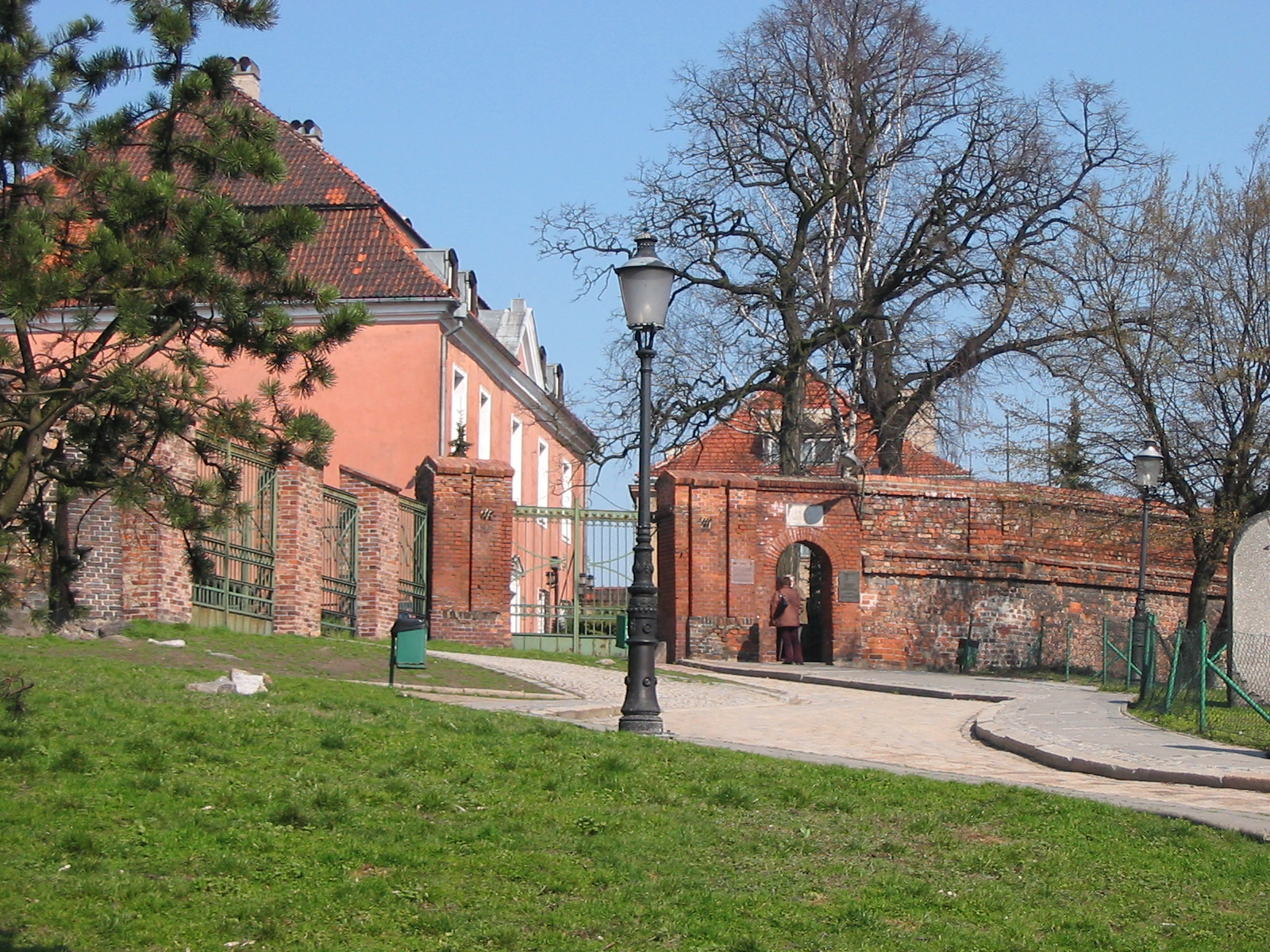
Widok od podzamcza (marzec 2007)

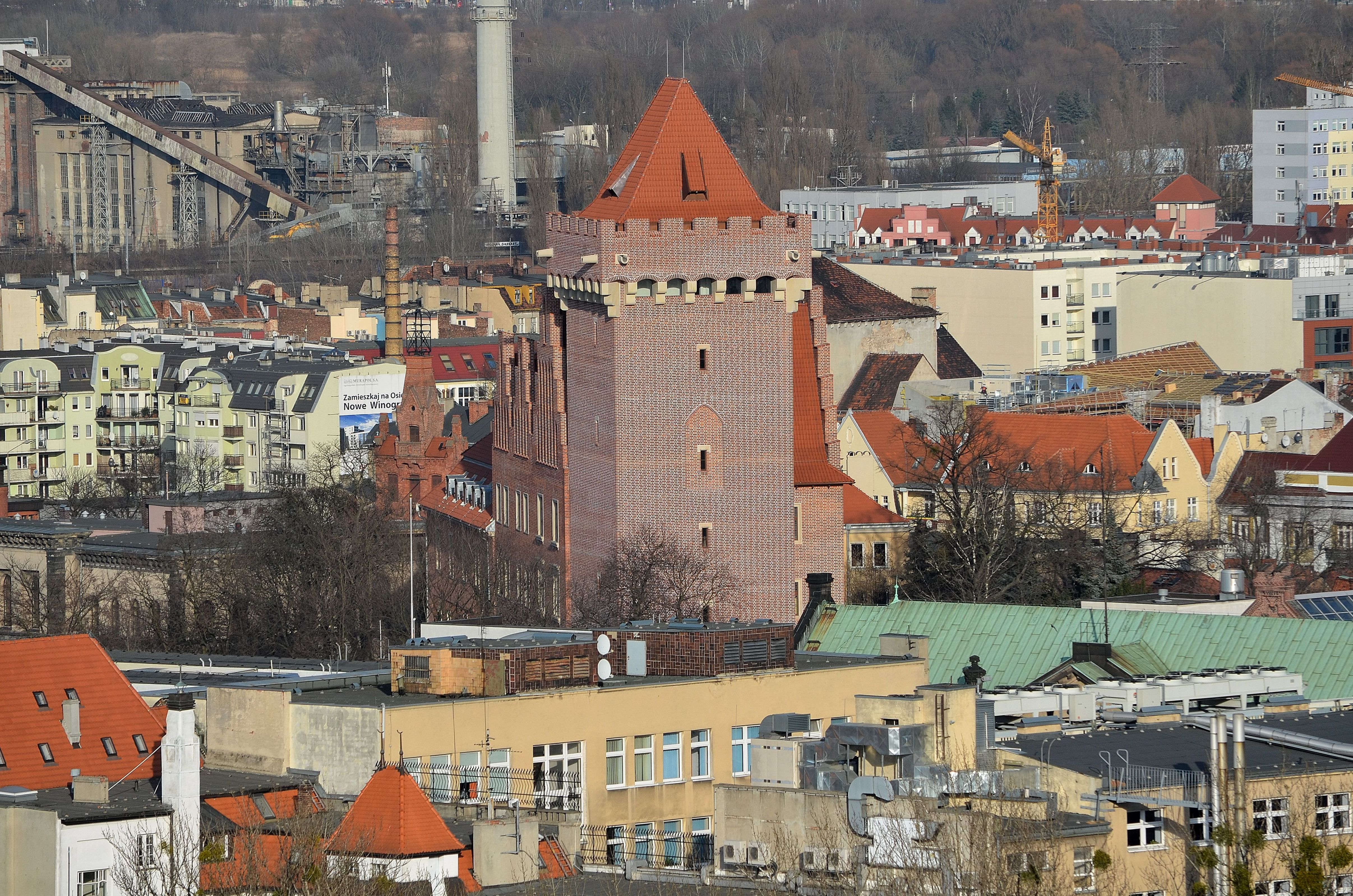
Zamek widziany z Collegium Altum

Zamek Królewski w Poznaniu – rezydencja królewska w Poznaniu, wzniesiona prawdopodobnie w XIII w. przez Przemysła II, następnie wielokrotnie rozbudowywana. Zamek był świadkiem wielu wydarzeń historycznych. W 1493 r. złożył tu królowi Polski hołd lenny wielki mistrz krzyżacki Hans von Tieffen. Zamek został częściowo zniszczony w czasie wojny północnej, popadł w ruinę. Odbudowany szczątkowo pod koniec XVIII w. Ponownie zniszczony w 1945, odbudowany częściowo w latach 1959–1964, następnie zrekonstruowany w latach 2010–2013 według projektu Witolda Milewskiego.

## Historia budowy i wygląd obecny
Nie ma danych mogących precyzyjnie stwierdzić kiedy powstał pierwszy zamek w Poznaniu. Istnieje pogląd, że pierwsza budowla powstała w czasach panowania Przemysła I, który mógł rozpocząć na wzgórzu nazwanym wówczas górą zamkową (mons castrensis), a obecnie Górą Przemysła budowę ceglanej wieży mieszkalnej otaczając wzgórze palisadą. Niewielka rezydencja mogła być w połowie XIII wieku włączona w system murów lokowanego w 1253 lewobrzeżnego Poznania. Budowę mógł jednak też rozpocząć syn Przemysła I, Przemysł II, który mając nadzieję na zjednoczenie pod swoim panowaniem ziem Polski, rozpoczął budowę nowego zamku, który miał się stać jego siedzibą. W 1295 Przemysł II został koronowany na króla Polski, lecz już rok później, w 1296, król został zamordowany, a rozbudowa zamku niedokończona. O przerwaniu budowy w pierwszym etapie świadczy zmiana wątku murów z wendyjskiego na gotycki i inny sposób fundamentowania późniejszej fazy. Prace mogli kontynuować władający Wielkopolską Piastowie głogowsko-żagańscy, a ukończył ją przed rokiem 1337 Kazimierz III Wielki, któremu, gdy sprawował urząd namiestnika wielkopolskiego, zamek służył jako siedziba. W czasach Kazimierza Wielkiego prawdopodobnie wzniesiono na zamku dom mieszkalny, jednak jego forma nie została do końca zbadana przed budową obecnie istniejącej budowli na miejscu zamku. Zamek składał się wtedy z wieży oraz gotyckiego domu i otaczających całość murów obwodowych.
W późniejszym okresie od południa dobudowano wieżę obronną, wysuniętą poza obręb murów zamku i miasta. Od czasów Władysława Łokietka budowla stanowiła stałą siedzibę starostów generalnych Wielkopolski. W 1434 Władysław II Jagiełło zlecił przebudowę bardzo zniszczonej już wieży. Na początku XVI wieku zamek gotycki nie spełniał już standardów rezydencji monarszej, dlatego król Zygmunt Stary w 1513 roku zatrzymał się w rezydencji biskupa na Ostrowie Tumskim.
Na początku XVI w. starosta generalny Wielkopolski Łukasz Górka rozpoczął generalną przebudowę zamku. Z zapisków kronikarskich wynika, że budynki wzniesiono praktycznie od nowa. Podczas pożaru miasta w 1536 spłonął także jeszcze nie wykończony zamek.
W latach 1686–1712, był miejscem najczęściej wykorzystywanym przez Komisje Skarbową Poznańską do prowadzenia sesji. W 1712 r. ze względu na zniszczenia wojny północnej i postępującą ruinę zamku postanowiono zmienić miejsce posiedzeń.
Z ruiny podniósł go ówczesny starosta generalny Andrzej Górka, nadając mu charakter renesansowy. Nowo zbudowany budynek główny miał trzy kondygnacje nakryte czterema poprzecznymi dachami. Dodano także loggię arkadową od strony dziedzińca, obniżono jednak wieżę. Z tej fazy zamku zachowały się jedynie piwnice. Z czasem w najstarszej wieży powstała kuchnia zamkowa, korzystająca ze studni. Zamek renesansowy został zniszczony podczas potopu szwedzkiego (1655-1660), a następnie w 1704 przez wojska rosyjskie i saskie podczas wojny północnej. W 1716 roku zajęli go konfederaci tarnogrodcy. Będący w ruinie zamek został częściowo odbudowany w 1721, jednak nie powstrzymało to dalszej dewastacji. Ostatni starosta generalny wielkopolski, Kazimierz Raczyński, wzniósł z wykorzystaniem murów jednego z segmentów z XVI wieku budynek archiwum (ukończony w 1783). Po II rozbiorze Prusacy rozebrali w 1795 ruiny południowej części zamku, zniszczonej w 1704, budując na pozostawionych renesansowych piwnicach dwukondygnacyjną oficynę, która wraz z istniejącym archiwum stanowiła siedzibę rejencji. Rok później rozebrano dawną kuchnię, wznosząc na zasypanych piwnicach nowy gmach. Później w dawnym Zamku znalazł się sąd apelacyjny, a następnie archiwum państwowe. Ta ostatnia funkcja zamku trwała aż do 1939 roku. Podczas walk o poznańską cytadelę, w lutym 1945, Wzgórze Przemysła znalazło się w polu ostrzału artylerii i zamek ostatecznie legł w gruzach.
W 1949 Zbigniew Zieliński przygotował projekt odbudowy Zamku w formie z XVI w., jednak ze względu na decyzję generalnego konserwatora zabytków Jana Zachwatowicza o konieczności odbudowy części Raczyńskiego, plan ten nie został zrealizowany. W latach 1959–1964 odbudowano gmach wzniesiony przez Raczyńskiego i przebudowano pruski gmach wzniesiony na fundamentach „Kuchni Królewskiej” – domniemanej wieży mieszkalnej. W pierwszym budynku mieści się dziś Muzeum Sztuk Użytkowych, a „Kuchnię” zajmują pracownie muzealne. Z dawnego zamku pozostały do dziś nienaruszone fundamenty z XIII i XIV wieku, o grubości ok. 2 m, ściany działowe najniższej kondygnacji, zachodnia ściana (do ok. 10 m wysokości) z tego samego okresu, oraz pochodząca z XIV wieku ściana wschodnia o wysokości 7 m do 8 m, włączona w „Budynek Raczyńskiego”. Na budynku znajdują się trzy pamiątkowe tablice. Najstarsza z 1783 będąca tablicą fundacyjną Kazimierza Raczyńskiego, oraz dwie z 1993 i 1995, upamiętniające 500-lecie hołdu złożonego przez wielkiego mistrza krzyżackiego – Hansa von Tieffena, oraz 700-lecie koronacji Przemysła II.
22 kwietnia 2002 powstał Komitet Odbudowy Zamku Królewskiego w Poznaniu, mający na celu przywrócenie mu dawnej świetności. W latach 2010–2013 została odbudowana część południowa według projektu Witolda Milewskiego w formach z połowy XVI w., powtarzających w zasadzie projekt Zbigniewa Zielińskiego z 1949. Milewski proponował współudział w projekcie Zygmuntowi Skupniewiczowi, ale ten odmówił z uwagi na wyjazd zagraniczny. W 2007 swój projekt odbudowy zamku w neomodernistycznej formie zaproponował Jarosław Kozakiewicz i nazwał go Punctum. Proponował wówczas bryłę z rozległym tarasem, a w miejsce wieży czworokątny otwór w tarasie, swoisty negatyw wieży.
26 czerwca 2016 został udostępniony na wieży punkt widokowy.
Pomysł i forma odbudowy zamku spotkały się z zarzutami niektórych środowisk o ahistoryczność. Przez niektórych oponentów potocznie jest nazywany Zamkiem Gargamela.

## Kalendarium wydarzeń na zamku
- 1249 – ślub Salomei, siostry Przemysła I z Konradem I głogowskim
- 1 lipca 1250 – na dokumencie dla klasztoru cysterskiego w Obrze jako miejsce wystawienia figuruje castro posnaniensi
- 1251 – ślub Eufemii, najmłodszej siostry Przemysła I, z Władysławem, księciem opolsko-raciborskim
- 14 października 1257 – narodziny Przemysła II
- 1 września 1288 – narodziny Ryksy Elżbiety (córki Przemysła II i Ryksy, córki króla Szwecji Waldemara Birgerssona), późniejszej żony króla Czech Wacława II, a po jego śmierci Rudolfa III Habsburga
- 1309 – w zamku przebywał Henryk III Głogowczyk, ubiegający się o tron Polski
- 1329–1331 – na zamku przebywał Władysław I Łokietek
- 1337 – na zamku został podpisany pokój między Kazimierzem III Wielkim a Janem Luksemburskim
- 1341 – ślub Kazimierza III Wielkiego z Adelajdą, córką Henryka, landgrafa heskiego
- 1343 – ślub Bogusława V, księcia szczecińskiego z Elżbietą, córką Kazimierza Wielkiego
- 1372 i 1373 – pobyty Elżbiety Łokietkówny, królowej Węgier
- 1381 – pobyt Ludwika Węgierskiego
- 1386 – pobyt Jadwigi Andegaweńskiej i Władysława II Jagiełły
- 1400 (około) – Przecław Słota – najstarszy wiersz świecki w języku polskim (o zachowaniu się przy stole)[13]
- 1424 – pobyt Eryka Pomorskiego, króla Norwegii, Danii i Szwecji w drodze na koronację Zofii Holszańskiej (Sonki)
- 1433 – ślub Bogusława IX, księcia słupskiego z Marią, córką Siemowita IV, księcia mazowieckiego, a siostrzenicą króla Władysława II Jagiełły
- kilkakrotne pobyty Kazimierza Jagiellończyka
- 29 maja 1493 – Jan I Olbracht odebrał hołd od ostatniego przed sekularyzacją Wielkiego Mistrza zakonu krzyżackiego, Hansa von Tieffena
- kilkakrotne pobyty Zygmunta I Starego
- 1574 – pobyt Henryka Walezego
- kilkukrotne pobyty Zygmunta III Wazy
- kilkukrotne pobyty Władysława IV Wazy
- 1657–1658 – pobyt Jana II Kazimierza z żoną Ludwiką Marią Gonzagą. Podczas tego pobytu na zamku odbyła się narada wojenna króla z dowódcami wojskowymi, w tym ze Stefanem Czarnieckim utrwalona w hymnie Polski przez Józefa Wybickiego, który w 1765 r. na zamku rozpoczynał swoją karierę prawniczą

## Legendy
Według podań powstanie Góry Przemysła miało miejsce wskutek interwencji sił nieczystych. Otóż, gdy poddani Mieszka I przyjęli chrzest, rozgniewany szatan, chcąc, aby mieszkańcy grodu powrócili do wiary w starych bogów, miał wyrwać jeden z leżących w pobliżu Gniezna pagórków, aby zablokować nim koryto Warty i zalać miasto. Jednak diabelski orszak niosąc górę świętował już rychłe zwycięstwo i swoim hałaśliwym zachowaniem obudził koguty, których pianie sprawiło, że olbrzymi głaz trafił nie w koryto, a na lewy brzeg.
Druga historia wiąże się z morderstwem Ludgardy, żony Przemysła II, którą prawdopodobnie służące udusiły w zamkowej łaźni lub sypialni 14 grudnia 1283. Inspirację tego zabójstwa przypisywano małżonkowi, który nie mógł doczekać się z żoną potomka. Fundację klasztoru dominikanek w Poznaniu, dokonaną jeszcze w tym samym roku, wiązano z pokutą księcia za ten niegodny czyn. Współcześni zdarzeniu kronikarze piszą jednak o niewyjaśnionych okolicznościach śmierci, a dopiero w Kronice oliwskiej z połowy XIV wieku i kronice Ernsta von Kirchberga z około 1370 wiąże się księcia z jej śmiercią. Jan Długosz w swojej kronice podaje natomiast, że wiedzę o tym wydarzeniu czerpie z pieśni ludowych. Plotki głosiły, że duch Ludgardy w postaci białej damy błąkał się po Zamku, a pod murami miał pojawiać się Czarny Rycerz, który miał płakać po księżnej na jej pogrzebie w katedrze gnieźnieńskiej 15 grudnia 1283 roku.